# Selenops comorensis
Selenops comorensis is een spinnensoort in de taxonomische indeling van de Selenopidae.
Het dier behoort tot het geslacht Selenops. De wetenschappelijke naam van de soort werd voor het eerst geldig gepubliceerd in 1994 door Joachim Schmidt & Otto Krause.